# Mateusz von Logau starszy
Mateusz von Logau starszy (pol. Mateusz z Łagowa, niem. Mathäus von Logau) (zm. 4 grudnia 1567). 
Kanclerz nyskiego księstwa biskupiego. Pan na Niemodlinie w latach 1557–1567. Dobra niemodlińskie objął w posiadanie w 1557 r. w drodze umowy zastawu zawartej z cesarzem Ferdynandem I Habsburgiem. Ojciec biskupa wrocławskiego Kaspara von Logaua oraz Henryka von Logaua. Zmarł w 1567 r.